# UNC84B
UNC84B‏ (Sad1 and UNC84 domain containing 2) هوَ بروتين يُشَفر بواسطة جين UNC84B في الإنسان.